# NGC 1024
NGC 1024 é uma galáxia espiral (Sab) localizada na direcção da constelação de Aries. Possui uma declinação de +10° 50' 52" e uma ascensão recta de 2 horas, 39 minutos e 11,8 segundos.
A galáxia NGC 1024 foi descoberta em 18 de Setembro de 1786 por William Herschel.